# Juncus bulbosus
Juncus bulbosus é uma espécie de planta com flor pertencente à família Juncaceae. 
A autoridade científica da espécie é L., tendo sido publicada em Species Plantarum 1: 327–328. 1753.
O seu nome comum é junco-bulboso.

## Portugal
Trata-se de uma espécie presente no território português, nomeadamente em Portugal Continental, no Arquipélago dos Açores e no Arquipélago da Madeira.
Em termos de naturalidade é nativa das três regiões atrás indicadas.

## Protecção
ão se encontra protegida por legislação portuguesa ou da Comunidade Europeia.